# 乌兀儿黑迷失
乌兀儿黑迷失，姓蔑儿乞氏，她是元定宗贵由在1246年称帝前的妻子。乌兀儿黑迷失何时逝世不详。 